# Loxstedt
Loxstedt è un comune di 16.110 abitanti della Bassa Sassonia, in Germania.
Appartiene al circondario (Landkreis) di Cuxhaven (targa CUX).
Il 1º marzo 1974 ha incorporato il territorio dei comuni soppressi di Bexhövede, Büttel, Donnern, Düring, Fleeste, Hahnenknoop, Hetthorn, Holte, Lanhausen, Landwürden, Maihausen, Nesse, Overwarfe, Neuenlande, Langendammsmoor, Schwegen, Stinstedt, Stotel, Ueterlande, Wiemsdorf.